# 신충 (신라)
신충(信忠, ? ~ ?)은 신라의 승려이자 정치가이다.
효성왕이 왕위에 오르기 전에 자기 집 잣나무 아래서 서로 바둑을 두면서 장차 즉위하면 등용시키기로 약속하였다. 그러나 효성왕이 잊고 찾지 않으므로 원망하는 노래 <원수가>를 지어 그 나무에 붙였더니 나무가 곧 말라죽었다. 그 후 왕이 뉘우치고 신충을 불러 등용하자, 나무가 다시 살아났다고 한다. 경덕왕 때(757년)에는 상대등이 되었다가, 763년 사임하고 승려가 되어 단속사를 창건하고 효성왕의 명복을 빌었다.